# Clovnii
Clovnii (ȋn italiană I clowns) este un pseudo-documentar regizat de Federico Fellini despre fascinația umană pentru circ și clovni.

## Rezumat

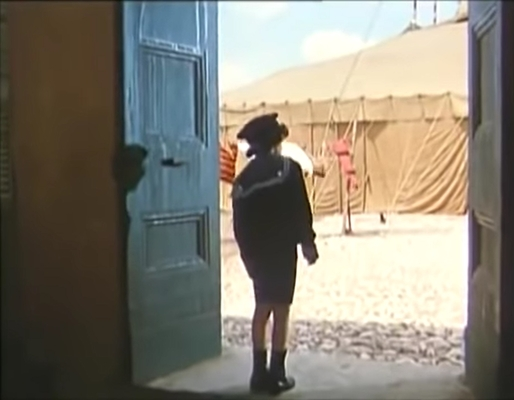
Scenă din filmul „Clovnii” de Federico Fellini

Filmul începe cu o amintire pseudo-autobiografică din perioada în care Fellini era copil. Atras de sosirea circului, băiatul a mers pentru prima dată să vadă spectacolul, dar a fost deranjat, mai ales atunci când clovnii au apărut pe scenă. Pornind de la acest tip de „traumă”, regizorul a decis să întreprindă un reportaj prin Europa pentru a înțelege și analiza figura profesională și istorică a clovnului.

## Producția
Urmând același tipar ca și documentarul „Block-notes-ul unui regizor” (Block-notes di un regista) realizat pentru televiziune în 1969, RAI i-a comandat lui Fellini un alt documentar care să fie difuzat de Crăciun la o oră de maximă audiență. Inițial, co-scenaristul Bernardino Zapponi și cineastul plănuiseră participarea lui Charlie Chaplin, dar proiectul a căzut din cauza unor probleme de buget.
În timpul filmărilor, lui Fellini i-a venit ideea de a filma un lungmetraj „fragmentat” despre capitală, în urma filmului Clovnii. Astfel s-a născut subiectul Roma, încredințat din nou producătorului Elio Scardamaglia.

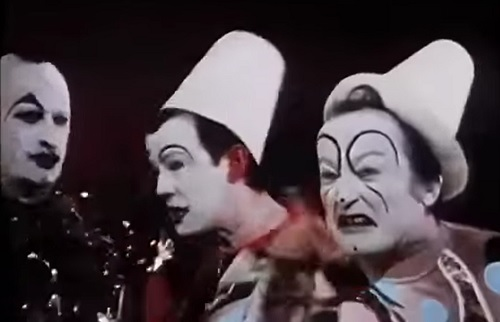
Scenă din film

## Lansarea filmului
Filmul a fost prezentat pe 30 august în cadrul celei de-a 31-a ediții a Festivalului de Film de la Veneția. A fost difuzat pentru prima dată la televiziune pe postul de televiziune Rai 1 al Radioteleviziunii italiene pe 25 decembrie 1970, în alb-negru; două zile mai târziu a început distribuția în cinematografe în versiunea originală color.
În 1977 a fost reeditat în tandem cu episodul Toby Dammit din Povestiri extraordinare (ȋn italiană: Trei pași în delir), sub titlul „2 Fellini 2”; în această versiune vocea lui Fellini este dublată de Gigi Proietti. În 2019 a fost restaurat de Cineteca di Bologna și propus în retrospectiva „Cinematograful regăsit” („Il Cinema Ritrovato”).

## Primirea filmului de către public

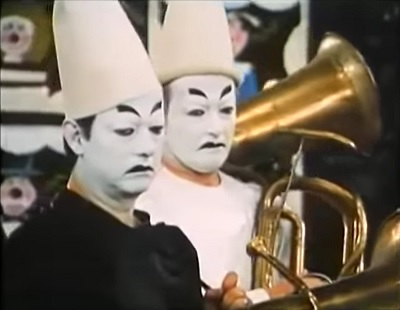
Scenă din film

Guglielmo Biraghi, în Il Messaggero, a scris o recenzie în care sublinia că în film există numeroase referințe autobiografice, un fel de constantă creativă tipică lui Fellini.
Giovanni Grazzini din Corriere della Sera a apreciat foarte mult prima parte a filmului, notând cum „cu o admirabilă puritate a imaginii și o inimitabilă forță icastică, reunește în memorie uimirea pentru oamenii de la circ și uimirea pentru personajele diforme din provincia sa natală”.
Philip French, de la ziarul britanic The Guardian, a lăudat documentarul, descriindu-l ca fiind „o relatare plină de imaginație a istoriei și naturii unei arte pe cale de dispariție”. Potrivit criticului englez, a fost, de asemenea, o anticipare tematică a filmului Amarcord.
Filmul are un rating de 100% de aprobare pe Rotten Tomatoes, pe baza a 18 recenzii cu o medie de 6.9/10. Criticul de film Roger Ebert a acordat filmului trei stele din patru.